# Наполеон Дарю
Наполеон Дарю (фр. Napoléon Daru; 1807—1890) — французький державний діяч.
Син П'єра Дарю, служив в армії. Пізніше присвятив себе питанням суспільної праці і залізничної справі.
У Законодавчих зборах 1849—1851 років належав до поміркованої партії. У день державного перевороту 2 грудня 1851 року Дарю, як віце-президент зборів, скликав представників в мерію 10-го округу; але цей «маленький парламент» був розсіяний військами, і Дарю потрапив в список вигнанців.
Обраний в 1869 році членом законодавчого корпусу, Дарю приєднався до династичної опозиції, яка вимагала введення парламентської системи. Отримавши в міністерстві Олів'є (2 січня 1870) портфель міністра закордонних справ, Дарю скоро з нього вийшов разом з Бюффе, тому що був противником плебісциту.
Після падіння імперії був обраний депутатом до Національних зборів, де належав до правого центру; з 1876 по 1879 роки був сенатором.